# Pasola

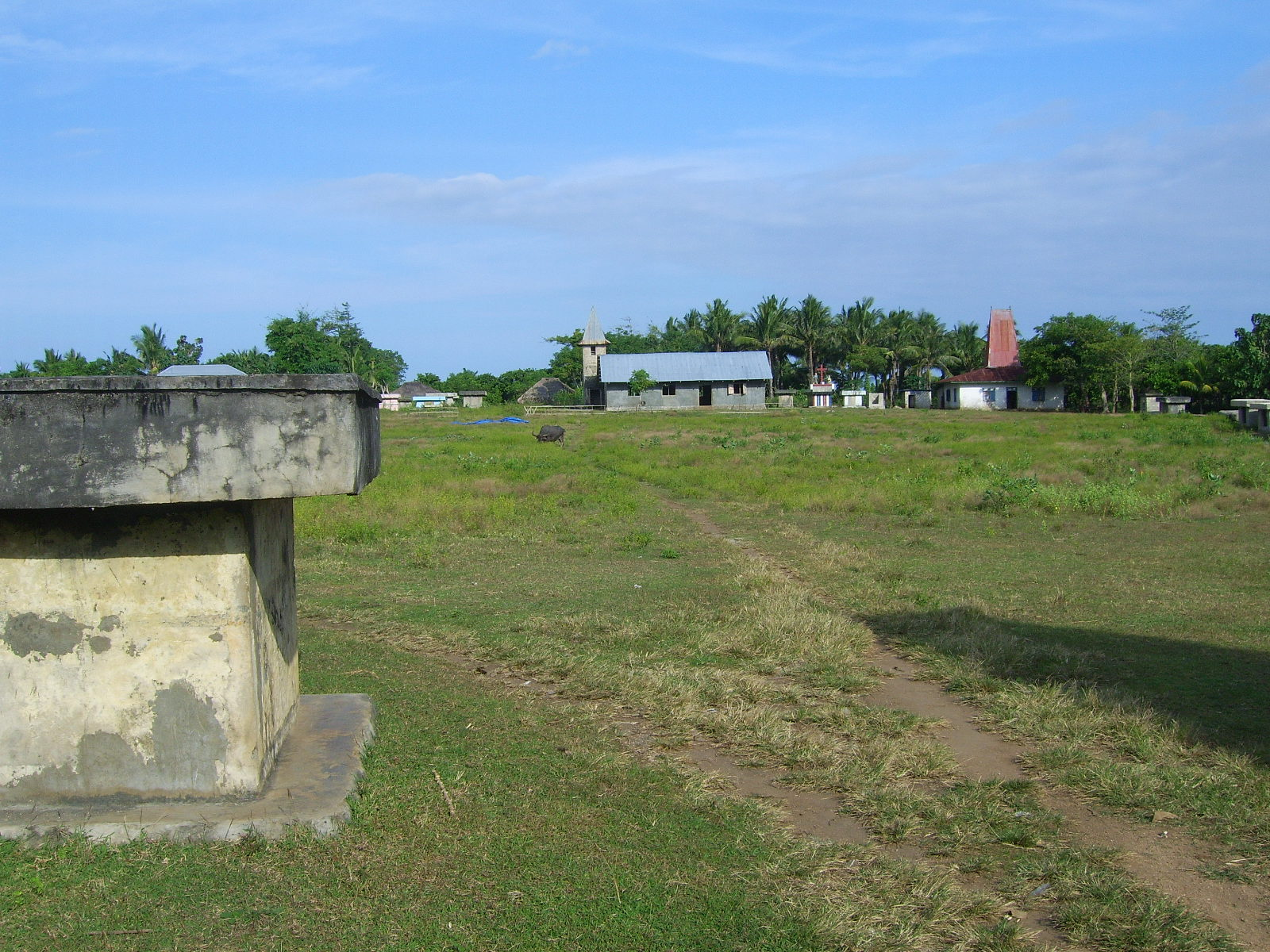
Festivalterrein op West-Soemba

De Pasola is een jaarlijks terugkerend oorlogsfestival op het eiland Soemba (Indonesië). De naam pasola is afgeleid van het woord "hola" dat "lange houten stok" betekent.
Onder invloed van het onherbergzame gebied, de geïsoleerdheid van de dorpen, de onverstaanbaarheid van elkaars talen en het animistische geloof waren er tot aan de twintigste eeuw nog vele interne oorlogen en oorlogjes tussen de verschillende koninkrijkjes, dorpen en bevolkingsgroepen op Soemba.
De oude oorlogen worden elk jaar herdacht tijdens het Pasola festival. In 1992 liep dat uit de hand toen er verschillende doden vielen en een groot aantal huizen afbrandde tijdens een wel erg realistische herdenking.
Tijdens het festival bestrijden verschillende groepen elkaar te paard, Men gebruikt hiervoor de sandelhoutpony. De krijgers zijn gewapend met speren. Op last van de regering zijn de speren ontdaan van de punten.
Het festival wordt in vier verschillende plaatsen (Kodi, Kodi Bangedo, Lamboja en Wanokaka) op Soemba gehouden in de maanden februari en maart. De precieze datum wordt vastgesteld door de marapupriester en hangt samen met het verschijnen van de Nyale zeewormpjes.
Er worden toeristische trips naar het festival georganiseerd.

## Afbeeldingen

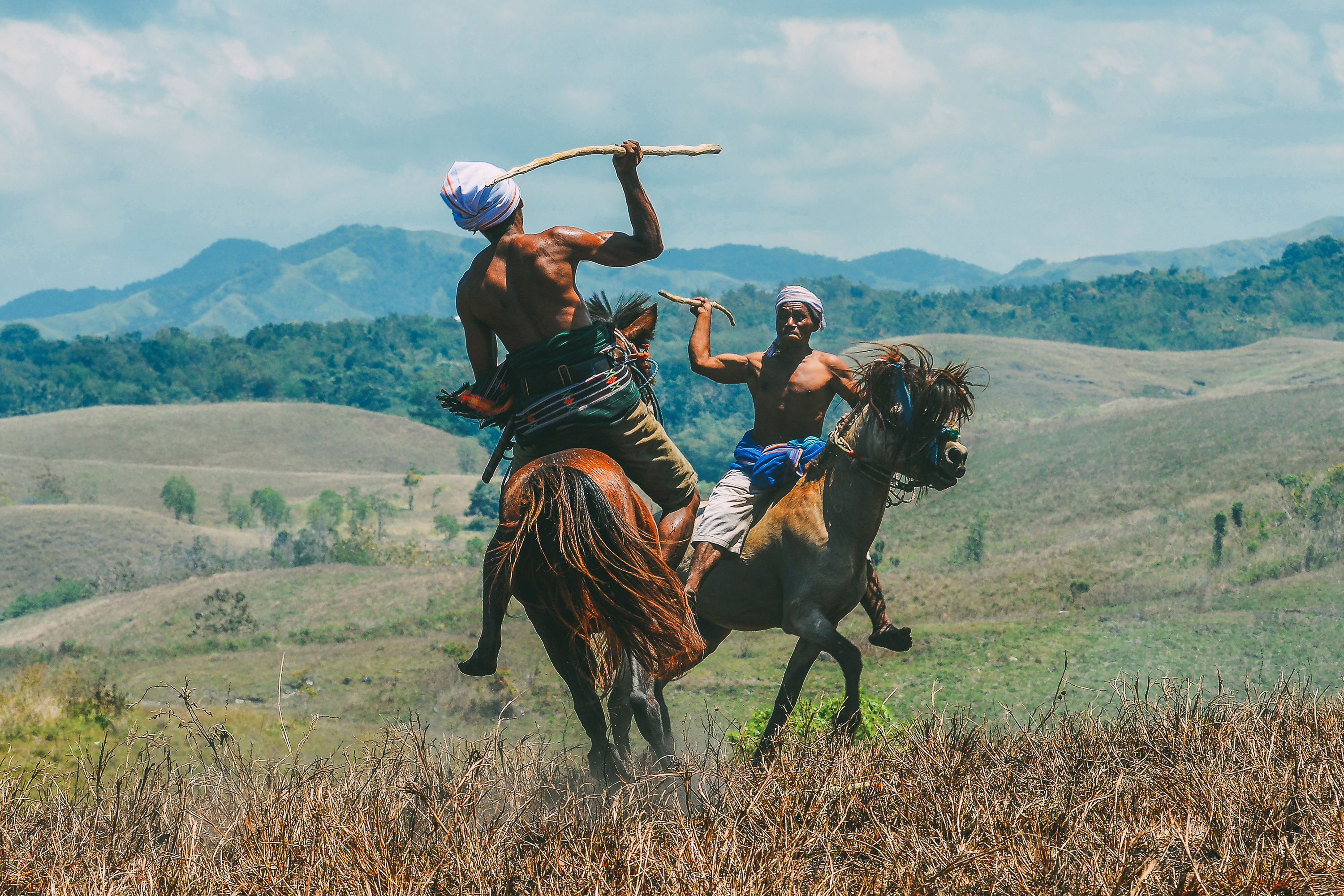
Impressie van de ruiterspelen
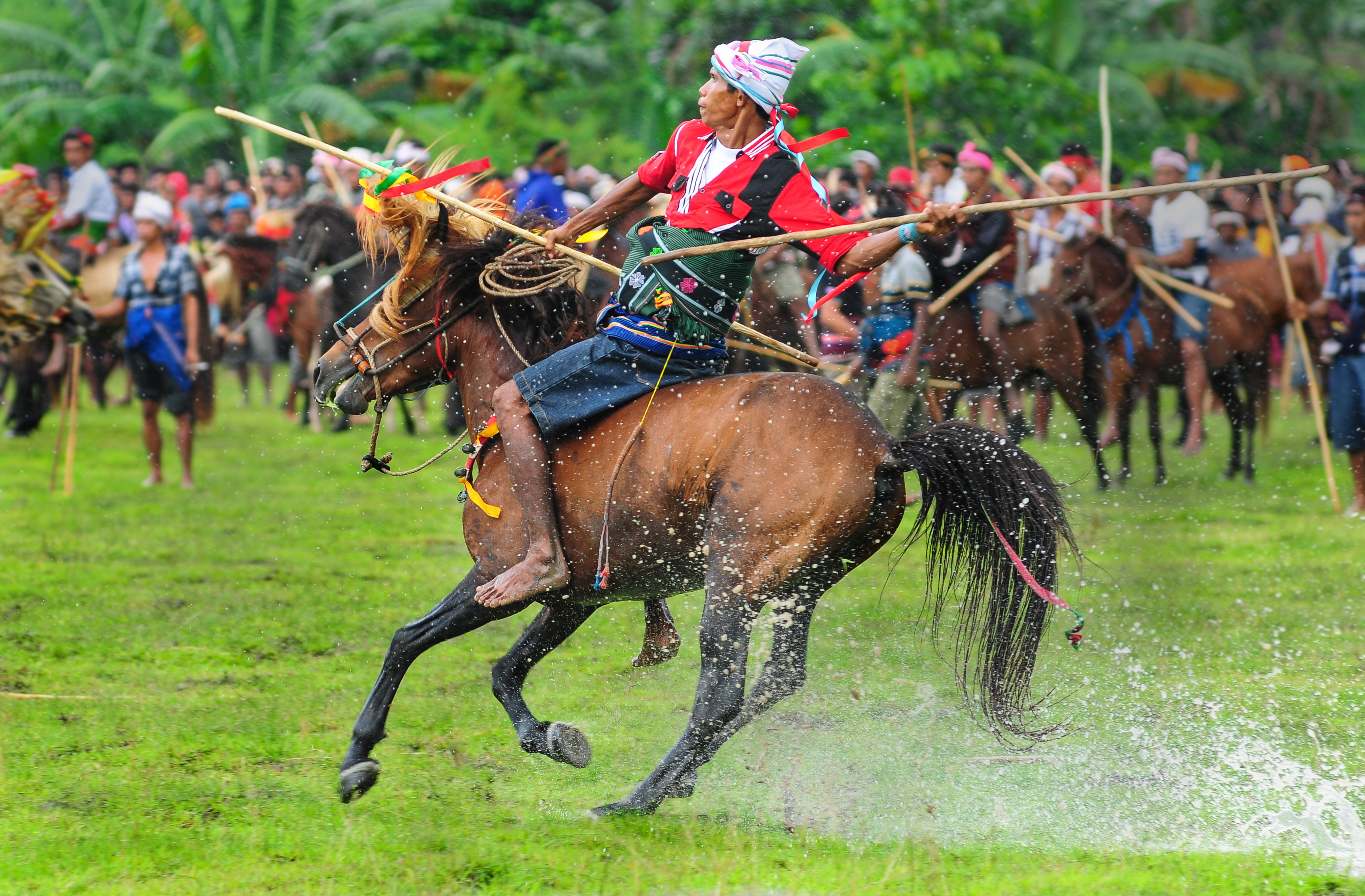
Impressie van de ruiterspelen